# 200 Public Square
200 Public Square (nebo také BP Tower, Standard Oil of Ohio Building, SOHIO Building či BP America Building) je kancelářský mrakodrap v Clevelandu. Má 45 podlaží a výšku 200,6 metrů, je tak 3. nejvyšší mrakodrap ve městě. Výstavba probíhala v letech 1982 – 1985 podle projektu firmy HOK. Budova disponuje prostory o celkové výměře 115 385 m2, které obsluhuje celkem 36 výtahů.